# Občina Škofljica

Občina Škofljica - Slovinsko

Občina Škofljica je jednou z 212 občin ve Slovinsku. Rozkládá se ve Středoslovinském regionu. Je jednou z 25 občin regionu. Rozloha občiny je 43,3 km2 a v lednu 2014 zde žilo 9988 lidí. V občině je celkem 19 vesnic. Správním centrem občiny je vesnice Škofljica.

## Poloha, popis
Občina se rozkládá zhruba 9 km na jihovýchod od centra Lublaně (slovinsky Ljubljana). Území občiny je úzké ( asi 2,5 km šířky) a protáhlé od severu k jihu v délce asi 13,5 km. Ve stejném směru prochází územím silnice č.106.

## Vesnice v občině
Brezje nad Pijavo Gorico, Dole pri Škofljici, Drenik, Glinek, Gorenje Blato, Gradišče nad Pijavo Gorico, Gumnišče, Klada, Lanišče, Lavrica, Orle, Pijava Gorica, Pleše, Reber pri Škofljici, Smrjene, Škofljica, Vrh nad Želimljami, Zalog pri Škofljici, Želimlje